# Еја ливадарка
Еја ливадарка (лат. Circus pygargus) је птица селица грабљивица из породице еја. Његово уобичајено име на енглеском језику је у част британског природњака Џорџа Монтагуа.

## Таксономија
Први формални опис еје ливадарке дао је шведски природњак Карл фон Лине 1758. године, у десетом издању своје „Systema Naturae“, под биномним називом Falco pygargus. Род Circus је представио француски природњак Бернар Жермен де Ласепед 1799. године. Име рода потиче из старогрчког језика . Circus потиче од речи kirkos, што значи „круг“, што се односи на птицу грабљивицу названу по свом кружном лету (вероватно пољска еја), а pygargus је модерни латински језик изведен од грчке речи pugargos, од речи puge, што значи „стражњица“, и речи argos, што значи „блиставо бело“. Име врсте се раније користило за пољску еју пре него што је еја ливадарка идентификована као друга врста.

## Идентификација

### Перје
Сексуални диморфизам је посебно изражен у перју ове врсте. Одрасли мужјаци карактерише се бледосивим перјем које је у контрасту са црним врховима крила. У поређењу са другим ејама, ова врста има карактеристичне црне траке дуж секундарних крила, и изнад и испод крила, и рђасте пруге на стомаку и боковима. Одрасле женке имају углавном слично перје као степске еје и пољске еје. Доњи део тела је углавном бледо жуто-смеђе боје, стомак са уздужним пругама, а покривачи крила пегави. Горњи делови су једнообразно тамносмеђе боје, осим белог горњег покривача репа и приметно светлијег централног покривача крила.
Младунци имају перје које подсећа на женско, али се разликује по стомаку и покривачу испод крила где нису пегави, већ су једнолично црвенкасто-смеђе боје.
Меланистични облик се редовно јавља код ове врсте. У овом облику мужјак је много тамнији него обично, са црном главом, смеђе-црном горњом и сивим доњим делом тела. Меланистичка женка је потпуно чоколадно смеђе боје, осим сивог летног перја. Могу се наћи и делимично меланистички морфе.

### Лет
Еја ливадарка има посебно грациозан лет, са снажним и елегантним замахима крила који остављају утисак пловности и лакоће. Као права еја, претражује сеоски крајолик, лети ниско и углавном држи крила са израженим позитивним диедаром.

### Димензије
Еја ливадарка је варљиво мала грабљивица, мада делује већа због велике површине крила у поређењу са малом телесном тежином, што јој даје типично плутајући лет. Женка је већа од мужјака јер женка треба да производи јаја, међутим, то није очигледно на терену.
- Распон крила: 97-115 цм
- Дужина: 43-47 цм (реп: 16-18 цм)
- Тежина (просечна):
  - Мужјаци: 265 гр
  - Жене: 345 гр

### Ризик препознавања
Еја ливадарка се може помешати са неколико врста које постоје у истом подручју. Најсличније су пољска еја и степска еја. Мужјак се лако разликује од других врста јер му је перје изразито тамније и шареније него код мужјака пољских или степских еја. Међутим, разликовање женки и младих је теже. Обично је еја ливадарка виткија у лету од пољске еје са дужим репом, дужим и ужим крилима и шиљатијим „рукама“. Такође, њен лет је елегантнији од летa пољске еје, са еластичнијим, готово чигриним замахима крила. Разлика између женки степске еје и еје ливадарке је најфинија и може се направити само у добрим условима јер су пропорције сличне. Најбољи карактеристичан знак је бледа огрлица око врата женки и младих бледих еја, што није присутно код еје ливадарке.

## Станиште
Ова врста се може наћи у средњим географским ширинама са претежно умереном климом, али и у медитеранским и бореалним зонама. Иако је пронађено да се гнезди и до 1.500 м, у суштини је низијска врста и гнезди се углавном у широким речним долинама, равницама и равницама које се граниче са језерима и морем. Може се размножавати и у мочварама, мада су оне често мање и сувље од оних које користи еја мочварица. Такође користи вресишта, дине, мочваре, а може се наћи и у степи . Прилагођава се жбунастим подручјима у дреку или вресу и подручјима засађеним младим четинарима.
Када нема другог одговарајућег станишта, ова еја ће се гнездити на пољопривредним земљиштима где је подложна раној жетви. Међу њима посебно бира травнате површине и житарице као што су пшеница, јечам, овас и уљана репица. У западној Европи, до 70% популације се размножава у вештачким стаништима.
Укратко, за размножавање еје ливадарке потребна је велика отворена површина, са довољно високом вегетацијом при тлу која пружа склониште без обрастања. Преферира стубове на којима и мужјак и женка могу да се одморе и осматрају подручје за размножавање: то могу бити стубови ограде, мало дрвеће или каменити избочине. Приликом лова, у било које годишње доба, преферира подручја са ниском или ретком вегетацијом где је плен видљивији. Густо насељена подручја се генерално избегавају и веома су подложна поремећајима.

## Методе исхране и тражења хране
Исхрана се углавном састоји од малих глодара, малих птица, птичјих јаја, гмизаваца (укључујући змије) и великих инсеката (углавном ортокрилаца, који су бројчано најзаступљенији).
Пошто ова птица има широко распрострањеност, узимаће било који плен који је доступан у подручју где се гнезди; у северном делу распрострањености углавном ће јести веверице и зечеве, док у јужној Европи углавном једе мале гмизавце и велике инсекте. У подручјима где се храна састоји готово искључиво од глодара, успех размножавања у великој мери зависи од цикличних флуктуација популација волухарица. Подложне су враћању хране.
Плен се хвата док лети дуж фиксних рута на малим висинама и константним малим брзинама (око 30 км/ч), што је типично за еје. Лет се сматра лакшим и спретнијим од других еја, што јој омогућава да хвата окретнији плен. Кад год је могуће, често прати ивице разне вегетације како би изненадила свој плен. Ово се дешава након кратког осматрања, мада се брзо трчеће животиње и птице у лету могу јурити на краткој удаљености.
Током сезоне гнежђења, мужјак ће снабдевати женку, а касније и младе, храном. Брзина храњења се повећава са 5 до 6 пута дневно током инкубације на 7 до 10 пута дневно када се млади излегу, мада мужјака може отежати влажно, магловито или ветровито време. На начин типичан за еје, плен се преноси између партнера у ваздуху: женка лети испод мужјака, који испушта плен да га она ухвати. Мужјак лови на великом подручју, до 12 км далеко од гнезда. Женка лови ближе гнезду, до 1 км далеко, и то тек након што се млади излегу.

## Статус и распрострањеност
Ова врста се и даље може наћи широм већег дела западног Палеарктика . У већини европских земаља постоји барем мала популација, осим у Норвешкој где није присутна. Ареал гнежђења се протеже све до Урала на истоку, док је најзападнија популација она у Португалу. Размножавање се такође дешава у северној Африци, углавном у Мароку. У Великој Британији, врста је ограничена на јужну Енглеску. У Ирској се врста ретко виђа, и углавном на југу, иако постоји низ записа о гнежђењу, од којих је најновији из 1971. године. Упркос широкој распрострањености, ова птица није уобичајена у многим областима и има јаке популације само у Француској, Шпанији, Русији, Белорусији и Пољској, где се може наћи већи део европске популације. Места за гнежђење се често мењају, са неким спорадичним гнежђењем ван познатих подручја за гнежђење, међутим, јасни знаци смањеног ареала су очигледни и повезани су са смањењем популације.

### Статус у Британији
Еја ливадарке је птица која се ретко гнезди у Британији. Постоје два подручја за размножавање: подручје око Воша и низијска подручја јужне Енглеске, од Дорсета и Хемпшира северно до Оксфордшира. Даље од ових подручја јавља се само као ретка миграторна врста. На једној локацији, фарми Естуар, близу Северног Вутона у западном Норфолку, са локалним земљопоседницима је договорено посебно подручје за посматрање, како би се смањио притисак на друге гнездеће парове. Године 2005, пар се гнездио на имању Холкам. Године 2015, објављено је да се неколико еја ливадарки гнезди у Блектофт Сендсу, Источни рајдинг Јоркшира.

## Трендови популације
Процењује се да је популација западног Палеарктика 35.000–50.000 парова. Глобална популација је непозната и могла би бити између 150.000 и 200.000 јединки (Birdlife International, 2004). Ова несигурност је последица чињенице да се већина светске популације налази у Русији и бившим совјетским републикама где се она не квантификује.
Еволуција је била парадоксална током целог 20. века. Почетком века па све до 1940-их, током периода када је број других грабљивица знатно смањен због прогона од стране људи, еја ливадарка је заправо повећала своју популацију и подручје размножавања, гнездећи се први пут у Данској 1900-их, а затим се значајно повећала и на другим местима. Међутим, од 1940-их па надаље, врста је нагло опала. То је због неколико негативних фактора: прво, масовна употреба пољопривредних пестицида као што су ДДТ и други еколошки отрови била је изузетно штетна за саме еје, као и за проређивање њиховог плена, посебно великих инсеката. Модификација пољопривредних пракси, са еволуцијом ка интензивнијој пољопривреди, такође врши притисак на еје, јер брже растући усеви спречавају птице које се гнезде на пољопривредним земљиштима да заврше своја гнезда пре него што им машине за жетву униште легла. Упркос генерално негативном тренду, постоје локални случајеви када је популација порасла, као што је то случај у Шведској или Немачкој  1990-их. Ови локални трендови показују да, иако имају приступ одговарајућим стаништима и залихама хране, и даље може доћи до позитивних помака.

## Друштвено понашање и гнежђење
Може бити и усамљена и друштвена понекад, како током сезоне гнежђења, тако и у зимским боравиштима. Пар који се гнезди може се удружити са другима и формирати растресите колоније, са чак 30 гнезда на истом подручју, понекад чак и 10 м раздвојено. Полуколонијално гнежђење није последица недостатка места за гнежђење, већ настаје из потребе да се обезбеди боља одбрана од предатора. Стварна област коју бране оба партнера покрива само 300-400 м око гнезда, а у случају колонијалног гнежђења реакција на предаторе може бити заједничка. Друге врсте које их нападају и плаше укључују велике грабљивице, вране и лисице.
Гнежђење почиње повратком оба партнера на место гнежђења, када и мужјак и женка почињу да се приказују. Приказ се састоји од разних небеских плесова и акробатских фигура које варирају у зависности од сваке јединке. Оба пола ће се појавити, гласно плачући, мада су мужјаци чешћи и спектакуларнији. Еје ливадарке се први пут гнезде када имају две или три године, али повремено и једногодишње женке могу покушати да се гнезде. Парови се формирају на територији, при повратку са миграције. Пошто су птице везане за своја претходна места за гнежђење, вероватно се паре са истим партнером сваке године. Гнездо гради женка, увек у високој вегетацији. То је једноставна конструкција од траве, која се користи само једну сезону. Женка полаже 3 до 5 јаја која се инкубирају 27-40 дана. Млади напуштају гнездо након 28–42 дана, а самостални су две недеље касније.
Мужјаци могу бити полигамни, па морају да хране две женке, а касније и два легла, истовремено или узастопно.

## Миграција
Еја ливадарка је мигрант на велике удаљености. Птице из Евроазије проводе зиму у подсахарској Африци, док оне из источног дела ареала мигрирају на Индијски потконтинент. У Европи, прве птице почињу да се селе почетком августа, а већина их одлеће до средине октобра. Путују преко широког фронта, прелазећи Средоземно море на разним тачкама, а само мали број се примећује на уским тачкама миграције. Западне птице не иду даље на југ од Гвинејског залива, али неке источне птице путују чак до Јужне Африке. У Африци, њихова исхрана се углавном састоји од инсеката и птица, а могуће је да прате ројеве скакаваца.
Пролећни повратак има врхунац у априлу, а већина птица стиже до маја, мада постоје докази да младунци у првој години проводе своје прво лето у зимским боравиштима.

## Проблеми очувања
У западној Европи, процењује се да се 70% парова гнезде на пољопривредним земљиштима, посебно у усевима житарица. Због тога је еја ливадарка веома рањива врста и веома зависна од заштите гнезда. Невладине организације за заштиту птица учествују у њиховој заштити, у сарадњи са забринутим власницима земљишта. Када се гнездо једном примети на пољу, може се заштитити премештањем на безбедније подручје или стварањем заштићеног простора који неће бити уништен. У Француској и на Иберијском полуострву, просечно 60% птића се спасе оваквим мерама.